# Церква Різдва Пречистої Діви Марії (Вікняни)
Церква Різдва Пречистої Діви Марії церква в селі Вікняни збудована 1721 року в Тлумачі в 1884 році переміщена до Вікнян в 2003 році проведена реконструкція

## Історія
Церква збудована 1721 році в місті Тлумач. В кінці століття в Тлумачі збудували прихід в Тлумачі мурованої церкви. В 1884 році костел переміщено до Вікнян і використовувався католицькою громадою до 1945 року. С 1945 до 1991 року використовувався як магазин. С 2003 року церква УГКЦ